# Axel Fredrik Lidman
Axel Fredrik Lidman, född 22 augusti 1859 i Kungs-Husby socken, död 23 maj 1934 i Hedemora, var en svensk kommunalpolitiker och tidningsredaktör.
Axel Fredrik Lidman var son till fanjunkaren Lars Fredrik Lidman. Han var 1874–1875 elev vid Enköpings allmänna läroverk och därefter tryckerielev vid Enköpings tryckeri 1875–1878. År 1878 blev han föreståndare för Hedemora Tidning och Nya Hedemora Tidnings tryckeri i Hedemora och arrenderade 1879–1880 tryckeriet och tidningsutgivningen. Tillsammans med Isidor Flodström var han från 1881 ägare av tryckeriet och tidningarna och sedan han 1883 löst ut Flodström från ägandet ensam ägare. Han utgav även 1881–1887 Tidning för Hedemora, Säter och Avesta eller Södra Dalarnes Veckoblad och 1882–1884 Norbergs Tidning. År 1885 startade han Borlänge Tidning, 1893 Mora Tidning och 1898 Avesta-Posten.
Lidman var även ledamot av stadsfullmäktige i Hedemora stad 1888–1919 och 1923–1926, 1916 som ordförande. Han var ledamot av styrelsen för och fullmäktig i Svenska boktryckareföreningen från 1893 och deltog i bildandet av Nordsvenska pressföreningen 1894 och Svenska tidningsutgivareföreningen 1898. Han blev 1900 VD och störste delägare i det nybildade Dalarnes Tidnings- och Boktryckeri AB. Lidman var även ordförande i Hedemora drätselkammare 1902–1927, samt från 1917 utgivare och redaktör för Säters Tidning och Ludvika Tidning. Lidman var även ordförande i styrelsen och jourhavande direktör i AB Jordbrukarbankens avdelningskontor i Hedemora 1918–1926.
Lidman är gravsatt vid Norra krematoriet på Norra begravningsplatsen utanför Stockholm.